# روبرت بورنس
روبرت بورنس (بالإنجليزية: Robert Burns)‏ هو محامي وسياسي أمريكي، ولد في 1874 بأركنساس في الولايات المتحدة، وتوفي في 1950. حزبياً، نشط في الحزب الديمقراطي. وقد انتخب عضو مجلس ولاية أوكلاهوما.